# Elizabeth Webb Nicholls
Elizabeth Webb Nicholls (Adelaida, 21 de febrer de 1850 - Adelaida, 3 d'agost de 1943), va ser una sufragista clau en la campanya per al vot de la dona en Austràlia Meridional durant la dècada de 1890.
Va tenir diversos papers importants en Adelaida, la capital d'Austràlia Meridional, i va ser la presidenta de la Woman's Christian Temperance Union (WCTU) (Unió de dones per la temprança cristiana) d'Austràlia Meridional, una de les organitzacions més prominents que va fer campanyes exitoses pel sufragi femení en Austràlia Meridional, la primera de les colonies australianes que va atorgar a les dones el dret al vot en 1894.

## Biografia
Nicholls va néixer el 21 de febrer de 1850 a Rundle Street, Adelaida, filla de Samuel Bakewell, un botiguer, i de Mary Ann, de soltera Pye.
Després de la mort de la seva mare quan ella tenia només tres anys, Nicholls va passar alguns anys a viure amb uns parents a Anglaterra abans de tornar a Adelaida. El seu pare es va casar amb la germana de Mary Ann, Eliza Hannah.
Nicholls es va casar el 2 d'agost de 1870 amb el magatzemista Alfred Richard Nicholls, del que va tenir una filla i quatre fills, i va acollir a la seva llar a dos familiars orfes. Quan era jove, Nicholls va dir que: desitjo tenir la voluntat i el poder de ser molt útil.
El seu pare i el seu oncle, William Bakewell, es van convertir en membres de la South Australian House of Assembly, que van proporcionar a ella alguns antecedents en la política local.
Nicholls es va convertir en una membre activa de l'Archer Street Wesleyan church (Església del carrer d'Archer Wesleyan), en North Adelaide, ensenyant en l'escola dominical i distribuït pamflets religiosos.
Es diu que Nicholls era «de baixa estatura, amb una expressió benigna, que era un oradora agradable, i que inconscientment i ràpidament es va guanyar l'aprovació dels seus membres per la seva eficiència i entusiasme». Nicholls va ser descrita com «propensa a irritar-se tranquil·lament en la restricció irraonable».

## Unió de dones per la temprança cristiana
El juliol de 1886, tres mesos després de la seva formació, Nicholls es va unir a la Woman's Christian Temperance Union (WCTU) (Unió de dones per la temprança cristiana) d'Austràlia Meridional. Es va involucrar en 1888 i Nicholls va esdevenir presidenta provisional de la branca d'Adelaida a finals d'aquest any. Va ser elegida presidenta colonial en 1889, ocupant el càrrec fins al 1897.

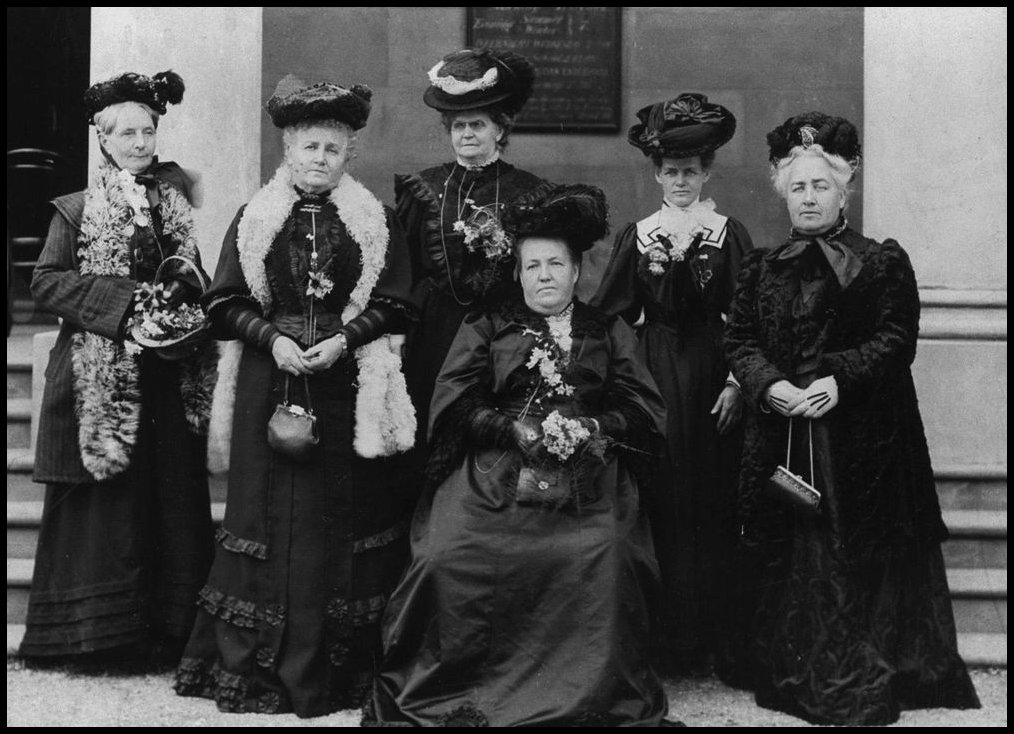
Funcionàries estatals de la Woman's Christian Temperance Union (de esquerra a dreta): Maisie Hone, Mrs. Pengelley, Mrs. Edwards, Lady Julia Holder, Mary Lockwood i Elizabeth Nicholls, 1900

En 1891, Nicholls es va convertir en la primera dona admesa en la South Australian Temperance Alliance (Aliança per la temprança d'Austràlia Meridional).
Nicholls va fundar el diari de la WCTU, Our Federation (La nostra Federació), i va ser la seva directora des de 1898 fins a 1904, quan va cessar.

## El sufragi femení
Nicholls va revitalitzar la WCTU treballant pel sufragi, i va animar a les dones a escriure als seus membres del parlament local. Ella va invertir grans quantitats d'esforç en l'educació de les dones en el seu potencial polític, parlant en nombrosos llocs sobre els fonaments d'inscripció i votació utilitzant la seva Platform of Principles (plataforma de principis).
Nicholls es va unir a la Women's Suffrage League of South Australia (Lliga del sufragi de les dones d'Austràlia Meridional) i, posteriorment, es va convertir en una League Councillor (Consellera de la Lliga). L'any 1894 va assumir el càrrec de Colonial Superintendent (Superintendent colonial) del Departament del Sufragi de la WCTU.
En 1894, Nicholls va ajudar a reunir 8.268 de les 11.600 signatures per a la petició del sufragi al South Australian Parliament (Parlament d'Austràlia Meridional).

## Vida posterior
Nicholls va ser nomenada membre de la Junta de l'Hospital d'Adelaida entre 1895 i 1922, i va ser una de les primeres quatre jutgesses de Pau femenines designades el 1915 i que sovint es seien al Tribunal de Menors. Nicholls va advocar pels nomenaments femenins similars en els altres estats australians, i va argumentar a favor de la reforma penitenciària. També va demanar la millora de les condicions i els salaris de les dones treballadores, fet que la va convertir en una accionista de la South Australian Co-operative Clothing Co.
A partir de 1909, Nicholls va ser membre de la Women's Non-Party Political Association (Associació de dones sense partit polític), convertint-se en la seva presidenta el 1911. Va romandre apassionada sobre el vot femení i va ser triada vicepresidenta de la League of Women Voters (Lliga de les dones votants). Va assistir a la 10a Convenció Mundial de l'International Women's Suffrage Alliance (Aliança internacional del sufragi de la dona) en Ginebra, el 1920. El 1921 va ajudar a fundar la Australian Federation of Women Voters (Federació australiana de dones votants), i va pressionar a la Lliga de les Nacions (actualment les Nacions Unides) en nom de les dones australianes.
Nicholls va seguir compromesa amb la WCTU al llarg de la seva vida, i va estar involucrada en l'èxit del referèndum sobre l'hora de tancament dels hotels, que van donar lloc a la instigació de tancar a les 18.00 h el 1915. Ella justificava totes les reformes en els terrenys de la temprança i la puresa social.
El seu marit, que havia treballat 55 anys amb G. & R. Wills & Co, va morir l'11 de novembre de 1920. Nicholls es va traslladar a Willard House, la seu de la WCTU en Adelaida, en Wakefield Street, prop de la catedral de Sant Francesc Xavier.
Va morir en North Adelaide el 3 d'agost de 1943, i està enterrada al cementiri de Payneham, Austràlia Meridional.